# 2-я Бородинская улица
Втора́я Бороди́нская у́лица (название с 1907 года либо с 1915 года) — улица в Западном административном округе города Москвы на территории района Дорогомилово.

## История
Улица получила своё название в 1915 году (по другим данным — не позднее 1907 года) по близости к 1-й Бородинской улице, в свою очередь названной в ознаменование 100-летия Бородинского сражения, имевшего большое значение для победы в Отечественной войне 1812 года.

## Расположение
2-я Бородинская улица проходит на запад от набережной Тараса Шевченко, с юга к ней примыкает 1-я Бородинская улица, после чего 2-я Бородинская улица отклоняется к северо-западу, затем к юго-западу и проходит до Украинского бульвара. Южнее восточной части улицы, параллельно ей, проходят пути Филёвской линии метро, перекрытые галереей. Нумерация домов начинается от набережной Тараса Шевченко.

## Транспорт

### Наземный транспорт
По 2-й Бородинской улице маршруты наземного общественного транспорта не проходят. У западного конца улицы, на Кутузовском проспекте, расположена остановка «Гостиница „Украина“» автобусов 116, 157, 474, 840, м2, м7, н2; у восточного, на набережной Тараса Шевченко, — остановка «Набережная Тараса Шевченко» автобусов 91, 157, 474, 840.

### Метро
- Станции метро «Киевская» Арбатско-Покровской линии, «Киевская» Кольцевой линии, «Киевская» Филёвской линии (соединены переходами) — южнее улицы, на площади Киевского Вокзала.

### Железнодорожный транспорт
- Киевский вокзал (пассажирский терминал станции Москва-Пассажирская-Киевская Киевского направления Московской железной дороги) — южнее улицы, на площади Киевского Вокзала.